# Klaas de Vries (PvdA)
Klaas George de Vries (Hoensbroek, 28 april 1943) is een Nederlands voormalig politicus namens de Partij van de Arbeid. Hij was minister van Sociale Zaken en Werkgelegenheid en later minister van Binnenlandse Zaken en Koninkrijksrelaties in het kabinet-Kok II. Van juni 2007 tot juni 2015 was hij lid van de Eerste Kamer der Staten-Generaal. Ook was hij bijzonder hoogleraar Praktijk en cultuur van het Nederlands parlement in Nijmegen.

## Levensloop

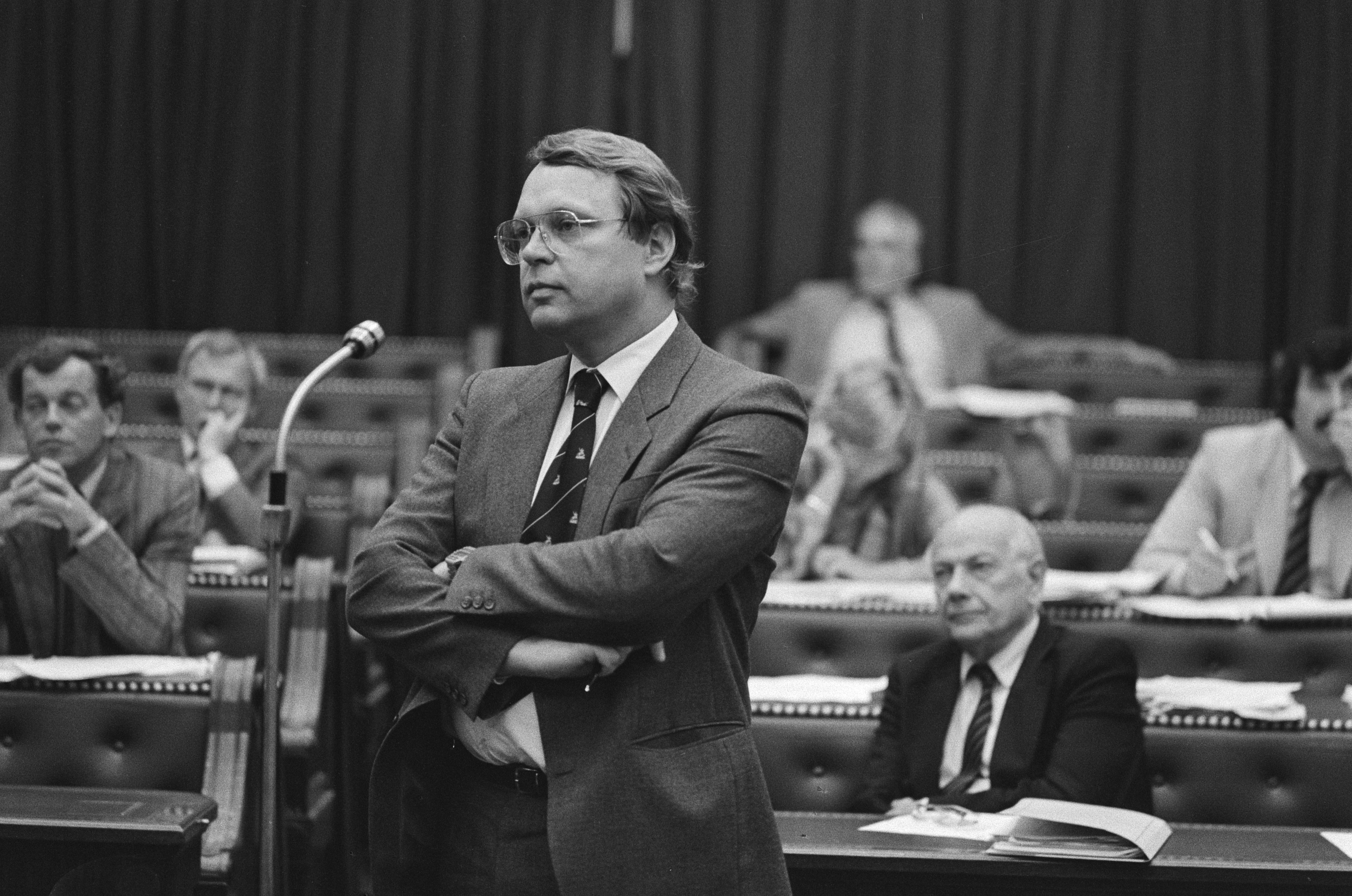
Klaas de Vries in 1985

Zijn ouders kwamen in het begin van de 20ste eeuw vanuit het noorden van het land naar Zuid-Limburg vanwege de opkomst van de Staatsmijnen. De Vries ging naar een protestant-christelijke lagere school in Treebeek. Zijn vader was leraar aan de hts te Heerlen en de mijnschool.
Na het gymnasium studeerde hij een jaar in Saint Paul (Minnesota) voordat hij begon aan zijn studie rechten aan de Rijksuniversiteit Utrecht. Na zijn afstuderen werkte hij eerst als medewerker aan het ministerie van Justitie, daarna nog enkele jaren als wetenschappelijk medewerker staats- en bestuursrecht aan de Erasmus Universiteit Rotterdam.
In 1973 werd De Vries gekozen als lid van de Tweede Kamer namens de PvdA. Hij bleef dit tot 1988. In dat jaar werd hij hoofddirecteur van de VNG (Vereniging van Nederlandse Gemeenten). In 1986 werd De Vries voorzitter van de parlementaire enquête naar bouwsubsidies. In 1996 werd hij voorzitter van de SER.
Van 1981 tot en met 1985 was De Vries actief in het bestuur van de Parlementaire Associatie voor Europees-Arabische Coöperatie (PAEAC).
In 1998 werd hij minister van Sociale Zaken en Werkgelegenheid. Na twee jaar verving hij Bram Peper als minister van Binnenlandse Zaken en Koninkrijksrelaties. De Vries was informateur van zowel het eerste als het tweede paarse kabinet.
Nadat Pim Fortuyn op 6 mei 2002 werd doodgeschoten op het Media Park in Hilversum, kreeg de overheid – en vooral De Vries – het verwijt dat er niet zorgvuldig genoeg zou zijn gehandeld. De commissie-Van den Haak, die de zaak moest onderzoeken, bevestigde dat oordeel. Deze uitkomst was voor De Vries echter geen reden om af te zien van een hernieuwd lidmaatschap van de Tweede Kamer.
Vanaf 2002 zat De Vries weer in de Tweede Kamer. Daar hield hij zich bezig met vreemdelingenbeleid en Koninkrijksaangelegenheden. In 2002 was hij een van vier kandidaten voor het lijsttrekkerschap van de PvdA bij de Tweede Kamerverkiezingen van 2003 in een intern referendum. Hij kreeg 4,7% van de stemmen. De Vries stelde zich bij de Tweede Kamerverkiezingen 2006 niet meer verkiesbaar en verdween daardoor op 29 november 2006 uit het parlement. De Vries stelde zich vervolgens kandidaat voor de Eerste Kamer, maar werd aanvankelijk op een lage 22e plek op de kandidatenlijst gezet. Hij dreigde aanvankelijk zich terug te trekken als kandidaat, maar besloot toch de formele vaststelling van de lijst door het partijcongres af te wachten. Deze plaatsten hem op een derde plek, na lijsttrekker Han Noten en Margriet Meindertsma en hoog genoeg om bij de Eerste Kamerverkiezingen 2007 te worden gekozen. De Vries werd op 12 juni 2007 beëdigd.
In april 2008 deed De Vries als senator van zich spreken door – samen met de fracties van SP, GroenLinks en D66 – middels het stellen van een grote hoeveelheid vragen alsnog opheldering te verkrijgen over de gang van zaken rond het Nederlandse besluit om politieke steun te verlenen aan de internationaal zeer omstreden invasie van Irak, waaronder een reeks met betrekking tot door het kabinet genegeerde adviezen en rapportages over het vermeende bezit van massavernietigingswapens door Saddam Hoessein en de legitimatie van de oorlog. Het kabinet had er zeven maanden voor nodig om op 19 december 2008, enkele uren na het begin van het kerstreces, voor een meerderheid van de Senaat onbevredigende antwoorden op deze vragen te formuleren.
Klaas de Vries was in de periode 1 juni 2009 tot en met 10 oktober 2012 bijzonder hoogleraar aan de Radboud Universiteit Nijmegen. Hij kreeg de leeropdracht 'De praktijk en cultuur van het Nederlandse parlement'.
Als bijzonder hoogleraar in de masterspecialisatie Politiek & Parlement heeft hij onder meer colleges verzorgd over de werkwijze van het Nederlandse parlement en over het krachtenveld rond de parlementaire politiek. De master Politiek & Parlement wordt verzorgd door de opleidingen Geschiedenis, Politicologie en Staatsrecht en het Centrum voor Parlementaire Geschiedenis van de Radboud Universiteit Nijmegen.
De Vries is lid van de raad van advies van The Rights Forum.
In maart 2014 bracht hij zijn eerste thriller uit: Operatie Vuurdoop. Het boek handelt over de moord op een Nederlandse concertpianist.
Aanvang 2017 werd hij benoemd tot voorzitter van een commissie die namens de landelijke sportkoepel NOC*NSF onderzoek ging doen naar seksuele intimidatie en misbruik binnen Nederlandse sportverenigingen. Op 12 december 2017 kwam het eindrapport uit van deze Onderzoekscommissie seksuele intimidatie en misbruik in de sport.

## Persoonlijk
Klaas de Vries is gehuwd en heeft drie zonen. Hij is lid van het Humanistisch Verbond en woonachtig in Pijnacker. In 1986 werd hij geridderd tot Ridder in de Orde van de Nederlandse Leeuw, in 2002 tot Officier in de Orde van Oranje-Nassau.